# Schwarzach (Schussen)

## Geographie

### Verlauf
Die Schwarzach ist ein linker Nebenfluss der Schussen und entsteht östlich von Bodnegg bei Baltersberg. Südlich dieses Ortes fließen der aus dem Norden kommende und 3,3 km lange Baltersberger Bach und der 2,1 km lange, am Ostrand von Bodnegg entstehende Mohrhauser Bach zusammen und schaffen so die zunächst noch Herzogenweiherbach genannte Schwarzach.
Diese fließt in einem Südbogen weit um Bodnegg herum, dabei zieht sie erst nach Südosten durch den nahen Herzogenweiher, an dessen Ausfluss sie dann endgültig Schwarzach genannt wird. Bei Ebersberg nach dem Mahlweiher, der ebenfalls in einem Naturschutzgebiet liegt, ist sie schon in westliche Richtung abgebogen, die sie bis Vorderreute beibehält. Ab dort wird sie begradigt und bis kurz vor Untertennenmoos durch landwirtschaftlich genutzte Flächen nach Norden geleitet.
Nun im Westen von Bodnegg bei Obersulgen angelangt, nimmt sie von rechts den Eckbach auf und macht sich dann in ihrem alten Flussbett mit einer reichhaltigen Ufervegetation durch Äcker und Mischwälder auf den Weg etwa in Richtung Westnordwesten. Auf ihrem letzten Kilometer fließt noch von links der bei Liebenau entspringende Moosbach zu, dann mündet sie selbst bei Gutenfurt südlich von Ravensburg von links in den unteren Lauf der südwärts zum Bodensee ziehenden Schussen.
Die Schwarzach ist zusammen mit ihrem längeren Oberlauf Baltersberger Bach 25,2 km lang.
Oftmals wird die Schwarzach als Grenzbach bezeichnet, da sie Grenzgewässer zwischen den Oberämtern Tettnang und Ravensburg war. Auch heute verläuft die Grenze zwischen dem Landkreis Ravensburg (meist rechts) und dem Bodenseekreis (überwiegend links) ab ihrer Westwendung auf und nahe bei ihr.

### Zuflüsse
Liste der Zuflüsse und  Seen von der Quelle zur Mündung. Gewässerlänge, Seefläche und Einzugsgebiete nach den entsprechenden Layern auf der amtlichen Gewässerkarte. Andere Quellen für die Angaben sind vermerkt.
In der Regel ohne Mühlkanäle. Auswahl.
- Baltersberger Bach, linker Oberlauf, 4,3 km
- Mohrhauser Bach, rechter Oberlauf, 2,2 km
- Durchfließt den Herzogenweiher, 3,4 ha
Danach heißt das zuvor noch Herzogenweiherbach genannte Gewässer Schwarzach.
- Durchfließt den Mahlweiher, 3,3 ha
- Mahlweihergraben, von links im vorigen, 0,5 km
- Brandweiherbach, von links, 1,8 km
- Langenbergbach, von links, 2,4 km
- (Bach vom  Jägerweiher), von links, 0,9 km
- Tobelbach, von rechts, 2,3 km
- Brühlgraben, von rechts, 0,8 km
- Oberer Grenzbach, linker Teilungslauf, 1,6 km
- Hinterreuter Bach, von rechts, 1,1 km
- Obermoosgraben, von links, 0,5 km
- Bodnegger Bach, von rechts, 3,4 km und 2,4 km²
- Eckbach, von rechts, 3,9 km auf dem Strang mit dem linken Zufluss Krummer Stegbach und 11,5 km²
- Ottershofer Bach, von rechts, 1,2 km
- Obersulger Bach, von rechts, 0,4 km
- Christusmoosbach, von rechts, über 0,4 km
- (Bach aus Schierlingen), von links, 1,0 km
- (Bach aus Richtung Wiedenbach), von links, 0,6 km
- Wiedenbach, von links, 0,3 km
- (Bach durch Schübel), von links, 0,9 km
- Knellesbergbach, von links, 0,5 km
- Knellesbergbach (!), von links, 0,6 km
- Tennenmoosbach, von rechts in den kurzen rechten Mühlkanal Untertennenmoos, 0,9 km
- Kalkofenbach, von rechts, 2,0 km
- Bottenreuter Bach, von rechts, 0,4 km, kreuzt den folgenden
- (Teilungslauf), rechts, 1,1 km
- Obereschacher Bach, von rechts, 2,8 km
- Moosbach, Oberlaufname Krebsbach, von links, 6,6 km und 5,9 km²